# Рорбах (Хунсрюк)
Рорбах (нем. Rohrbach) — община в Германии, в земле Рейнланд-Пфальц. Входит в состав района Рейн-Хунсрюк, подчиняется управлению Кирхберг. Занимает площадь 3,77 км². Население составляет около 167 человек (на 2023 год).

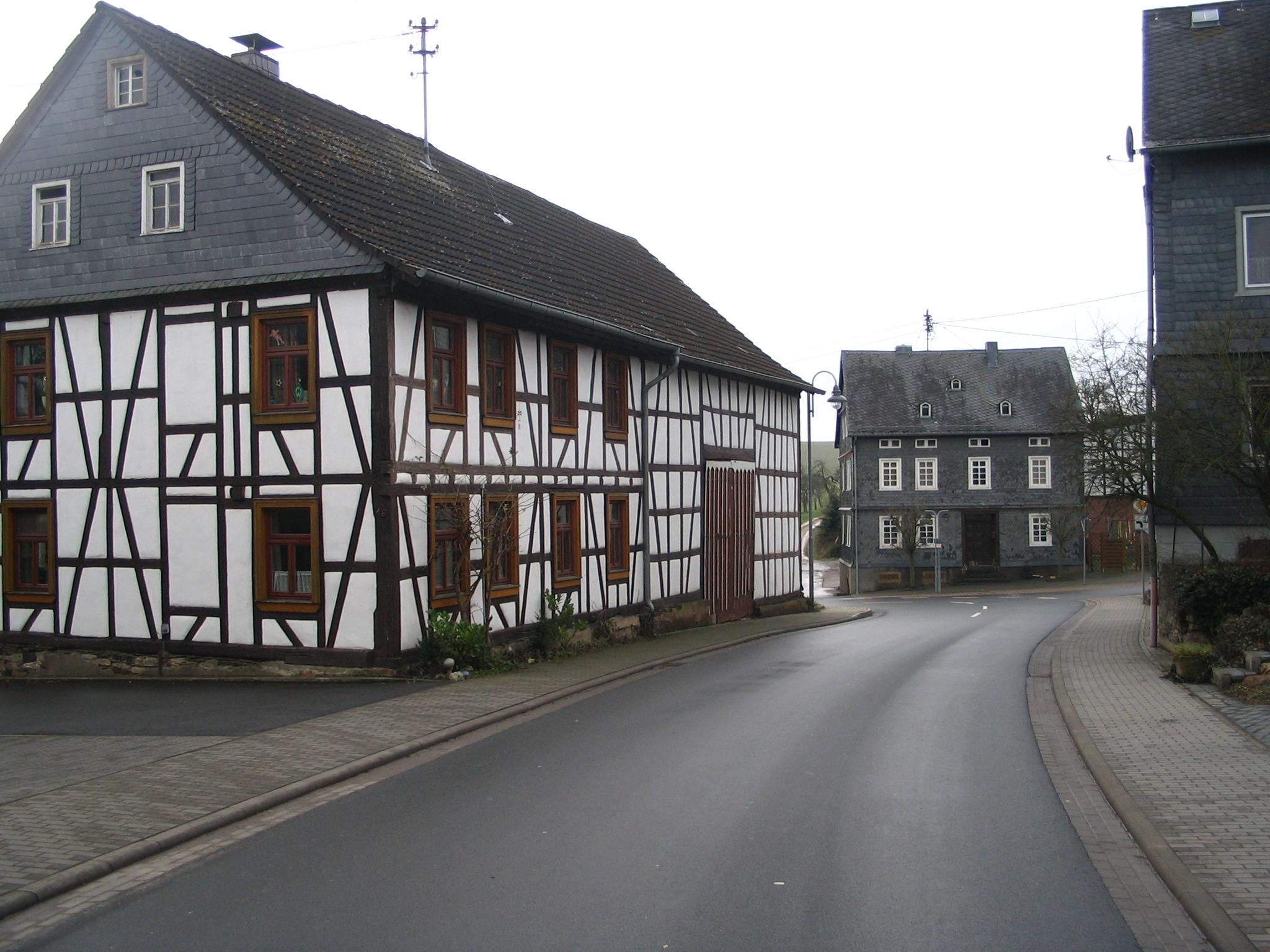
Hauptstraße. Дом «Sooste», где снимались фильмы «Шиндерганнес» и первая часть трилогии «Хеймат»

## География
Рорбах расположен на реке Лютцельзун в горной местности Хунсрюк. Общая площадь территории — 3,76 км², из них около 86 гектаров занято лесами. Высота над уровнем моря достигает 387 метров.

## История
Первое упоминание о поселении относится к 27 сентября 1304 года, когда оно входило в состав графства Шпонгейм. Позднее территория перешла к графам Фельденца, а затем к маркграфам Бадена. После секуляризации в XIX веке область была передана Пруссии, а с 1946 года входит в состав новой земли — Рейнланд-Пфальц.
В начале XVIII века в деревне было всего 12 семей, к середине XIX века население выросло до 207 человек. В XX веке наблюдался отток населения, связанного с упадком традиционных ремёсел и сельского хозяйства.

## Политика
Главой общины с 2019 года является **Ютта Хек-Берен**. До неё должность занимал Михаэль Вис.

## Экономика
Традиционные занятия жителей — сельское хозяйство, сланцевая промышленность и ремёсла. Сегодня большинство трудоспособного населения работает за пределами общины, в основном в соседних регионах. Сохранились несколько фермерских хозяйств и частные мастерские.

## Культура
В Рорбахе снимались известные фильмы:
Шиндерганнес (1958), режиссёр Хельмут Кёутнер
Первая часть трилогии Райца «Хеймат» (1981/82)
В деревне действуют четыре общественных организации: женская группа, музыкальный ансамбль, добровольная пожарная охрана и сельскохозяйственный клуб.

## Религия
Большинство населения исповедует протестантизм и входит в приход Дикеншайд. Католики составляют около пятой части населения и имеют право проводить богослужения в местной церкви.
Церковь, построенная в 1791 году, имеет классический интерьер. Особую ценность представляет кафедра, изготовленная в 1701 году.